# Hydropsyche malickyi
Hydropsyche malickyi är en nattsländeart som beskrevs av Wolfram Mey 1998. Hydropsyche malickyi ingår i släktet Hydropsyche och familjen ryssjenattsländor. Inga underarter finns listade i Catalogue of Life.